# Havmus
Havmus (latin: Chimaera monstrosa) er en op til 1,5 meter lang (inklusive den piskeformede hale) og 2,5 kilo tung fisk af klassen bruskfisk. Den har en giftpig foran rygfinnen. Havmusen lever på dybt vand, blandt andet i Skagerrak.
- Wikimedia Commons har flere filer relateret til Havmus

| Fisk | Spire Denne artikel om fisk er en spire som bør udbygges. Du er velkommen til at hjælpe Wikipedia ved at udvide den. |